# Чемпионат малых стран Европы по волейболу среди женщин 2022
16-й чемпионат малых стран Европы по волейболу среди женщин (чемпионат Ассоциации малых стран) проходил в период с 13 по 29 мая в двух группах с участием 7 национальных сборных команд (4 — в группе «А», 3 — в группе «В»). Чемпионский титул выиграла сборная Шотландии.
Изначально соревнования должны были пройти в 2021 году, но из-за пандемии COVID-19 перенесены на 2022 год.

## Команды-участницы
| Группа «А»                                    | Группа «В»                          |
| --------------------------------------------- | ----------------------------------- |
| Ирландия Исландия Фарерские острова Шотландия | Мальта Сан-Марино Северная Ирландия |

## Формула розыгрыша
Соревнования проводились в двух группах — «А» и «В». В группе «А» разыгрывались места с 1-го по 4-е, в группе «В» — с 5-го по 7-е. В обеих группах команды провели однокруговые турниры, по результатам которых определилась итоговая расстановка мест. 
Первичным критерием при распределении мест являлось общее количество побед. При равенстве этого показателя в расчёт брались соотношение партий, мячей, результаты личных встреч. За победы со счётом 3:0 и 3:1 команды получали по 3 очка, за победы 3:2 — по 2 очка, за поражения 2:3 — по 1 очку, за поражения 0:3 и 1:3 очки не начислялись.

## Группа А
13—14 мая 2022.  Рейкьявик
| М | Команда           | 1   | 2   | 3   | 4   | И | В | П | С/П | О |
| - | ----------------- | --- | --- | --- | --- | - | - | - | --- | - |
| 1 | Шотландия         |     | 3:1 | 3:0 | 3:0 | 3 | 3 | 0 | 6:1 | 9 |
| 2 | Исландия          | 1:3 |     | 3:1 | 3:1 | 3 | 2 | 1 | 7:5 | 6 |
| 3 | Фарерские острова | 0:3 | 1:3 |     | 3:0 | 3 | 1 | 2 | 4:6 | 3 |
| 3 | Ирландия          | 0:3 | 1:3 | 0:3 |     | 3 | 0 | 3 | 1:9 | 0 |

13 мая
Шотландия — Исландия 3:1 (25:23, 18:25, 25:9, 25:15); Фарерские острова — Ирландия 3:0 (25:19, 25:19, 25:23).
14 мая
Исландия — Ирландия 3:1 (25:13, 25:15, 23:25, 25:18); Шотландия — Фарерские острова 3:0 (25:18, 25:22, 25:14).
15 мая
Шотландия — Ирландия 3:0 (25:10, 25:14, 25:12); Исландия — Фарерские острова 3:1 (25:21, 23:25, 25:22, 25:15).

## Группа В
27—29 мая 2022.  Бормла
| М | Команда           | 1   | 2   | 3   | И | В | П | С/П | О |
| - | ----------------- | --- | --- | --- | - | - | - | --- | - |
| 1 | Мальта            |     | 3:0 | 3:0 | 2 | 2 | 0 | 6:0 | 6 |
| 2 | Сан-Марино        | 0:3 |     | 3:2 | 2 | 1 | 1 | 3:5 | 2 |
| 3 | Северная Ирландия | 0:3 | 2:3 |     | 2 | 0 | 2 | 2:6 | 1 |

13 мая
Сан-Марино — Северная Ирландия 3:2 (19:25, 25:17, 25:17, 21:25, 15:12).
14 мая
Мальта — Северная Ирландия 3:0 (25:12, 25:23, 25:20).
15 мая
Мальта — Сан-Марино 3:0 (25:18, 25:23, 27:25).

## Итоги

### Положение команд
| Шотландия            |
| Исландия             |
| Фарерские острова    |
| 4. Ирландия          |
| 5. Мальта            |
| 6. Сан-Марино        |
| 7. Северная Ирландия |

### Призёры
Шотландия: Мхэри Агню, Эллен Рэнклин, Джессика Джиллис, Карли Маррей, Рэчел Моррисон, Лора Макриди, Дженнифер Ли, Эмма Уолди, Каролина Врублевска, Лора Бэйли, Шона Фрэзер, Кэти Барбур, Линси Бантен. Главный тренер — Винс Кравчик. 
  Исландия: Йона-Маргрет Арнарсдоуттир, Хеба-Соул Стефансдоуттир, Валдис-Уннур Эйнарсдоуттир, Лейла-Сара Хаджиреджепович, Сара-Оуск Стефансдоуттир, Арна-Соульрун Хеймисдоуттир, Рут Рагнарсдоуттир, Соульдис Лейфсдоуттир-Блёндаль, Даниэла Гретарсдоуттир, Лини-Инга Гудмундсдоуттир, Ловиса-Рут Адальстейнсдоуттир, Кристи Халлсдоуттир, Хейдра Бьёргвансдоуттир. Главный тренер — Висенте Борха Гонсалес. 
  Фарерские острова: Никола Тефтегорд, Хильда Мортенсен, София Симонсен, Йоханна Кристиансдоуттир, Тоута Буадоуттир, Сирид Самсон, Хенрикка Якобсен, Янна Фалькворд, Милья Сильвандсдоуттир, Бьёрк Исаксен, Якобина Йонсен, Кристина Кнудсен, Эмма Саннино, Мария Лоренцен. Главный тренер — Ларс Энгель.